# Aeroportul Fort Worth Alliance
Aeroportul Fort Worth Alliance (IATA: AFW, ICAO: KAFW, FAA LID: AFW) este un aeroport din Texas, Statele Unite ale Americii ce deservește zona Fort Worth. Aeroportul a fost tranzitat în 2019 de 2.580 de pasageri. A fost numit după zona deservită.
Situat la o altitudine de 220 m, aeroportul dispune de 2 piste.

## Infrastructură

### Piste
Aeroportul dispune de 2 piste. Pista 16L/34R are suprafața de beton și dimensiunile 9.600 picioare × 150 picioare. Pista 16R/34L are suprafața de beton și dimensiunile 11.010 picioare × 150 picioare. 